# 2016 AL8
 (octobre 2019).
2016 AL8 est un astéroïde Apollon aréocroiseur potentiellement dangereux (frôleur-extérieur de la Terre) en résonance 5:1 avec Jupiter.